# HMS Ultimatum (P34)
Le HMS Ultimatum (Pennant number: P34) est un sous-marin de la classe Umpire de la Royal Navy. Il a été construit en 1941 par Vickers-Armstrongs à Barrow-in-Furness (Angleterre).

## Conception et description
L'Ultimatum faisait partie du troisième groupe de sous-marins de classe U qui a été légèrement élargi et amélioré par rapport au deuxième groupe précédent de la classe U. Les sous-marins avaient une longueur totale de 60 mètres et déplaçaient 549 t en surface et 742 t en immersion. Les sous-marins de la classe U avaient un équipage de 31 officiers et matelots.
L'Ultimatum était propulsé en surface par deux moteurs diesel fournissant un total de 615 chevaux-vapeur (459 kW) et, lorsqu'il était immergé, par deux moteurs électriques d'une puissance totale de 825 chevaux-vapeur (615 kW) par l'intermédiaire de deux arbres d'hélice. La vitesse maximale était de 14,25 nœuds (26,39 km/h) en surface et de 9 nœuds (17 km/h) sous l'eau.
L'Ultimatum était armé de quatre tubes lance-torpilles de 21 pouces (533 mm) à l'avant et transportait également quatre recharges pour un grand total de huit torpilles. Le sous-marin était également équipé d'un canon de pont de 3 pouces (76 mm).

## Carrière
Le sous-marin Ultimatum a passé sa carrière de guerre en Méditerranée, où il a coulé le navire à passagers italien Dalmatia L., un voilier allemand et le sous-marin italien Ammiraglio Millo. Il était commandé à partir de janvier 1943 par le lieutenant Hedley Kett. Le 30 octobre 1943, l'Ultimatum a attaqué un sous-marin allemand au sud-est de Toulon, en France. Cette attaque était dirigée contre le U-73 mais n'a pas causé de dommages. L'Ultimatum avait été crédité d'avoir coulé le U-431 lors de cette attaque. Cependant, le U-431 a été coulé avec tout son équipage le 21 octobre 1943 en Méditerranée au large d'Alger par des grenades sous-marines d'un bombardier Vickers Wellington britannique. Le sort du U-431 a été révisé en novembre 1987 par la section des documents étrangers du ministère britannique de la Défense.
L'Ultimatum a également attaqué sans succès les navires marchands italiens Ravello, Luciano Manara et Unione, le sous-marin italien Zaffiro et le patrouilleur auxiliaire allemand Uj 6073/Nimeth Allah. Il a eu plus de chance le 2 mai 1944, lorsqu'il a bombardé le port de Kalamata, en Grèce, coulant deux voiliers, en détruisant cinq navires sur les cales et en endommageant un autre. Il a également attaqué un groupe de petits navires allemands, réussissant à toucher et à couler la barge allemande F 811.
L'Ultimatum a survécu à la guerre et a été vendu pour être démoli le 23 décembre 1949. Il a été démoli à Port Glasgow en février 1950.

## Commandant
- Lieutenant (Lt.) Peter Robert Helfrich Harrison (RN) du 12 juin 1941 au 12 novembre 1942
- Lieutenant (Lt.) Desmond Samuel Royce Martin (RN) du 12 novembre 1942 au 3 décembre 1942
- Lieutenant (Lt.) Roger Cresswell Bucknall (RN) du 3 décembre 1942 au 27 janvier 1943
- Lieutenant (Lt.) William Hedley Kett (RN) du 27 janvier 1943 au 27 décembre 1944
- Lieutenant (Lt.) Charles Henry Hammer (RN) du 27 décembre 1944 au 5 février 1945
- Lieutenant (Lt.) Peter Dove Courtenay Bennett (RN) du 5 février 1945 au 11 juin 1945
- Lieutenant (Lt.) Alan Flockhart Esson (RNR) du 11 juin 1945 au 28 juin 1945
- Lieutenant (Lt.) John Oldham Coote (RN) du 28 juin 1945 au 4 septembre 1945
- Lieutenant (Lt.) Roger Cresswell Bucknall (RN) du 4 septembre 1945 à début 1946

RN: Royal Navy - RNR: Royal Naval Reserve